# Noël des Landes
Noël des Landes, mort  le 12 août 1645, est un prélat du XVIIe siècle. 

## Biographie
Noël des Landes est d'origine très modeste. Il nait vers 1573 à Saint-Cyr-du-Gault dans le diocèse de Tours étant d'abord gardien de troupeaux. 
Puis il devient très jeune dominicain au couvent de Blois et entreprend ensuite ses humanités à Bourges puis ses études de théologie à Paris où il obtient son doctorat de la faculté en 1608. 
Il devient prêtre à la même époque et acquiert une réputation de prédicateur. Il exerce cette fonction dans plusieurs villes et diocèses, de Bordeaux à Étampes et Chartres, à la demande d'évêques comme François d'Escoubleau de Sourdis. Il est également le prieur du couvent des Jacobins de la rue Saint-Jacques à Paris et provincial de son ordre en France en 1626-1628, ainsi que prédicateur du roi Louis XIII. 
Sa réputation en fait un candidat à l'épiscopat et il est nommé à 62 ans évêque de Tréguier en 1635, confirmé et consacré l'année suivante. Il meurt en 1645.

### Articles liés
- Liste des évêques de Tréguier
- Diocèse de Tréguier